# Allan Clarke

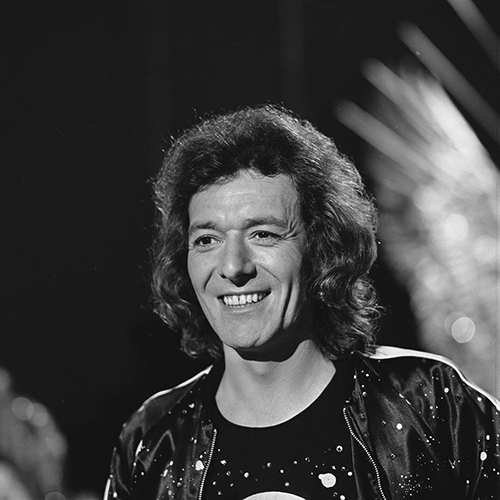
Allan Clarke in 1974

Allan Clarke (eigenlijk Harold Clarke), (Salford, Lancashire, 5 april 1942) is een Engelse zanger (pop/rock), vooral bekend geworden door zijn werk met The Hollies (1962-1999).

## Voor The Hollies
De basis voor Clarkes muzikale loopbaan was zijn ontmoeting, in 1948, met medescholier Graham Nash. De twee werden vrienden en ontwikkelden geleidelijk eenzelfde muzikale smaak. Toen de twee op de middelbare school zaten in Manchester begonnen zij de rock 'n roll- en skifflemuziek van de jaren vijftig te zingen. In 1955 noemden zij zich The Two Teens en het jaar daarna traden ze als The Guytones op. Nog weer later gebruikten zij de namen Ricky en Dane Young, waarbij Clarke als Ricky Young door het muzikale leven ging.
In 1959 was Clarke voor het eerst de frontman van een grotere groep, The Fourtones, ook wel Ricky Young and the Fourtones, waarin Clarke en Nash in verschillende samenstellingen speelden met bassist Butch Mepham, de drummers Keith Bates, Joe Abrahams (drums) en de gitaristen Pete Bocking, Derek Quinn (later bij Freddie and the Dreamers) en Terry Morton (later bij de – Engelse – groep the Scorpions).
Deze groepen was geen lang leven beschoren, maar Clarke en Nash, in deze periode een twee-eenheid, bleven actief in het clubcircuit van Manchester. Begin jaren zestig speelden zij weer als Ricky & Dane, maar ook met Kirk Daniels and the Deltas. Kirk Daniels was hier de leadzanger en naast Clarke en Nash speelde ook bassist Eric Haydock mee. Begin 1962 ontstonden The Emperors of Rhythm met Clarke als frontman. Nash deed uiteraard weer mee, nu als zanger en gitarist. Ook Eric Haydock, gitarist Vic Farrell (ook wel Vic Steele genoemd) en drummer Don Rathbone deden op zeker moment mee. Het was Allan Clarke die uiteindelijk in december 1962 de naam van de groep bedacht: The Hollies, naar holly (hulst), maar ook het verband met Buddy Holly lag voor de hand.

## The Hollies
Clarke was de onbetwiste zanger van de nieuwe groep, maar speelde ook af en toe gitaar en mondharmonica.
In de eerste tijd was de toekomst van de band nog onzeker. Toen The Hollies in 1963 een platencontract kregen, kwam er wat meer toekomstperspectief. Clarke herinnerde zich in 2010 dat zijn vader voorspelde dat het succes één of twee jaar zou aanhouden, maar dat hij aan een serieuze toekomst moest werken.
Intussen verliet Farrell de groep al in maart 1963. Tony Hicks werd zijn vervanger en hij speelde al mee op de eerste single Ain't that just like me. Na de tweede single Searchin' stapte ook Rathbone op, waarna Bobby Elliott de nieuwe drummer werd.
Clarke ontwikkelde zich, samen met Nash en Hicks, ook als schrijver van nummers voor de groep. Aanvankelijk noemde het trio zich L. Ransford, later werden de nummers onder eigen naam gepubliceerd. Vanaf 1967 schreef hij ook zonder de twee anderen songs, zoals het aan zijn zoon opgedragen Lullaby to Tim en Heading for a fall.
Zijn bijzondere stem en de samenzang met Nash en Hicks zorgden voor het karakteristieke geluid van de band. Dat geluid raakte ook aan de overzijde van de Atlantische Oceaan bekend en The Hollies maakten tournees door de Verenigde Staten en Canada.
In 1966 was Clarke betrokken bij de opname van de lp Two Yanks in England van zijn jeugdidolen The Everly Brothers. The Hollies fungeerden niet alleen als achtergrondband voor the Everly Brothers, maar acht van de twaalf opgenomen nummers waren geschreven door 'L. Ransford' en al eerder door The Hollies op de plaat gezet.
De bekendheid van The Hollies in Amerika leidde eind 1967 tot het vertrek van Graham Nash, die samen met David Crosby en Stephen Stills verderging. Clarke nam daarna nog duidelijker de rol van leider en frontman van de groep op zich. Door zijn toedoen kon Nash' opvolger Terry Sylvester zich ook ontwikkelen als songwriter.

## Intermezzo: solo
In 1971, kort na de opnamen voor het album Distant Light, verliet Clarke The Hollies om een solocarrière te beginnen. Als reden daarvoor is wel aangevoerd dat hij, net als zijn oude vriend Nash, nieuwe uitdagingen en nieuw succes zocht. Zijn eerste soloalbum werd in 1972 My Real Name Is 'Arold, gevolgd door Headroom (1973) en Allan Clarke (1974). Clarke toonde zich hier van een iets andere kant, meer rock dan pop. De platen werden door de kritiek welwillend ontvangen, maar ze bleken niet de opstap naar een grote solocarrière of het internationale succes waarop Clarke gemikt had.
Integendeel, met het al eveneens wat hardere Long Cool Woman, van het album Distant Light, gezongen en (mede-)geschreven door Clarke, hadden The Hollies intussen hun grootste hit sinds jaren. De nieuwe Hollies-zanger, de Zweed Michael Rickfors, had een volstrekt ander stemgeluid dan Clarke en kon het nummer niet zingen. Terry Sylvester kweet zich iets beter van de taak, maar het bleef behelpen. Dat én het uitblijven van het solosucces waren de belangrijkste redenen voor Clarke om zich in juli 1973 weer bij zijn oude band te voegen.

## Nogmaals The Hollies
De eerste single na zijn terugkeer was het weinig oorspronkelijke The day that Curly Billy shot down Crazy Sam McGee. Het was in dezelfde stijl als Long Cool Woman en leek geïnspireerd door de muziek van Creedence Clearwater Revival. De grootste hit kwam echter van het nieuwe album The Hollies: The air that I breathe.
Naast zijn werk met de band bleef Clarke nog enige tijd als solo-artiest werkzaam. Hij nam in 1976 het album I've Got Time op en werkte in 1977 mee aan I Robot van The Alan Parsons Project. In maart 1978 verliet hij The Hollies nogmaals en nam I Wasn't Born Yesterday op. De daarvan getrokken single (I Will Be Your) Shadow In The Street leverde hem vooral in Amerika redelijk succes op, maar Clarke was al in augustus van dat jaar terug bij The Hollies.
Reden voor het mislukken van zijn solocarrière was wel dat hij na 1973 nooit meer zelfstandig op tournee ging en steeds voorrang gaf aan het werk met The Hollies. Hoewel hij in 1979 nog het redelijk succesvolle Legendary Heroes maakte en in 1990 Reasons to believe, dat alleen in Duitsland uitkwam, profileerde hij zich niet meer als solozanger. Op zijn albums stond niet alleen eigen werk, hij bleek ook een goede smaak te hebben bij het uitzoeken van materiaal van anderen. Zo was hij een van de eersten in Europa die nummers van Bruce Springsteen opnamen, waarbij het aan de laksheid van zijn platenmaatschappij lag dat Clarkes versies niet of pas in een (te) laat stadium op single verschenen.
In de tweede helft van de jaren zeventig was het (hit-)succes van The Hollies voorbij. De band maakte nog steeds kwalitatief goede albums, maar de daarvan getrokken singles haalden niet meer de top van de hitparade.
Op tournee waren er wel successen. De band trad tot in Nieuw-Zeeland op, waar in Christchurch het album Hollies Live Hits werd opgenomen.
In 1979 stapten Terry Sylvester en bassist Bernie Calvert uit de band. Daarna leken ook The Hollies op hun laatste benen te lopen.
De compilatiehit Holliedaze en het reünie-album What goes around, samen met Nash, zorgden voor nieuw succes.
Dat bleef nog even aanhouden. In 1988 waren The Hollies volop in de belangstelling toen He Ain't Heavy...He's My Brother ineens op de eerste plaats van de Engelse hitparade belandde.
Ook zijn titelsong voor de televisieserie Find me a family betekende bekendheid voor de groep.
De in deze jaren opgenomen nummers verschenen wel op single, zoals een cover van Prince' Purple Rain, maar niet meer als album.
In 1993 maakte hij zijn laatste opname met The Hollies The Woman I Love. In het Verenigd Koninkrijk bereikte dat nummer nog de 42ste plaats van de hitparade, daarbuiten bleef het succes helemaal uit. In datzelfde jaar waren The Hollies en Graham Nash betrokken bij een album Not Fade Away als eerbetoon aan Buddy Holly. Gezamenlijk verzorgden zij de achtergrondzang bij een remix van Holly's Peggy Sue got married, zodat een opname van Buddy Holly & the Hollies ontstond.
Clarkes stem begon intussen sporen van slijtage te vertonen. Bij sommige concerten was van zijn karakteristieke geluid weinig over. Toen zijn vrouw Jennifer ernstig ziek werd, besloot hij in 1999 de groep vaarwel te zeggen.
The Hollies gingen verder met Carl Wayne als leadzanger en, na diens dood in 2004, met Peter Howarth. Beide zangers konden de stem van Clarke niet doen vergeten.
Op 15 maart 2010 werd Allan Clarke, samen met de andere leden van The Hollies, opgenomen in de Rock and Roll Hall of Fame. Bij die gelegenheid was hij, voor het eerst in meer dan tien jaar, weer als zanger te horen. Samen met Graham Nash en een aantal gastmuzikanten, voerde hij drie Holliesnummers uit: Bus stop, Carrie-Anne en Long cool woman. Alleen in dat laatste nummer nam hij de solozang voor zijn rekening.
Dat optreden smaakte naar meer en in oktober 2011 maakte Clarke zijn opwachting tijdens een concert van Graham Nash en David Crosby in Londen voor een uitvoering van Bus Stop.
Sinds zijn afscheid van de muziek woont Allan Clarke in Ashton (South Northamptonshire), samen met zijn vrouw. Het paar heeft drie volwassen kinderen: Toby, Timothy en Piper.

## Opnieuw Solo
Na 20 jaar afwezig te zijn geweest binnen de muziekwereld werd in juni 2019 bekend gemaakt dat Clarke eerder het jaar wat demo's had opgenomen van nieuw geschreven teksten, en dat deze gebundeld op het nieuwe album "Resurgence" in september zouden worden uitgebracht.
Het album bevat tien nummers in zeer uiteenlopende muziekstijlen. Hier en daar wordt gerefereerd aan ouder werk. Don't let me down is een nieuwe uitvoering van de song die in 1974 voor het album Hollies werd opgenomen en Long cool woman is back in town klinkt ook muzikaal als een vervolg op een van de grootste Hollies-hits.
Tijdens de corona-pandemie bracht hij, samen met oud-Hollies toetsenist Francis Haines een video uit van He ain't heavy, he's my brother.
In 2023 volgde een nieuw album: I'll never forget. Op een aantal nummers daarvan is ook Graham Nash als zanger te horen, zodat de twee jeugdvrienden voor het eerst na bijna veertig jaar samen aan een album hebben gewerkt. 

- Biblioteca Nacional de España: XX1630037
- Gemeinsame Normdatei: 134635256
- International Standard Name Identifier: 0000 0001 1691 7364
- Library of Congress Control Number: n91051924
- MusicBrainz: fcc0da8f-a85c-4fac-b503-a694588e4cb4
- Nationale Bibliotheek van Tsjechië: ola2002152106
- Nederlandse Thesaurus van Auteursnamen: 073928240
- SNAC: w6fr23pd
- Virtual International Authority File: 100229304
- WorldCat: E39PBJv8KhbqG7MyQTkddfBHG3